# Bruzdonosowate
Bruzdonosowate, bruzdonosy (Nycteridae) – rodzina ssaków z podrzędu mroczkokształtnych (Vespertilioniformes) w obrębie rzędu nietoperzy (Chiroptera). 

## Rozmieszczenie geograficzne
Rodzina obejmuje gatunki zamieszkujące tropikalne i subtropikalne obszary Afryki, Półwyspu Arabskiego i południowo-wschodniej Azji, w tym obszary pustynne. 

## Podział systematyczny
Do rodziny należy jeden występujący współcześnie rodzaj:
- Nycteris É. Geoffroy Saint-Hilaire & G. Cuvier, 1795 – bruzdonos

Opisano również dwa rodzaje wymarłe:
- Chibanycteris Sigé, 1994[7] – jedynym przedstawicielem był Chibanycteris herberti Sigé, 1994
- Khoufechia Ravel, 2016[12] – jedynym przedstawicielem był Khoufechia gunnelli Ravel, 2016